# الفتي الذئب كين
الفتي الذئب كين (باليابانية : 狼少年ケン تُنطق باليابانية : أوكامي شونين كين) هو أولي أعمال أستديو توي أنيميشن  يُعرف المسلسل بوجود عدد إطارات في الثانية أكثر من الرسوم المتحركة الأخرى التي أُنشأت في تلك الحقبة .كما أن السلسلة حصت علي رعاية من شركة كبيرة ،, لذلك السبب قررت شركت موريناجا كاندي تنفيذ دبلجة للسلسلة اليابانية باللغة الإنجليزية باللهجة الأمريكية لكن . تم التخلي عن الفكرة و من النجوم الذين تم أختيارهم للقيام بالدبلجة داوس بتلر ودون ميسيك. [بحاجة لمصدر]

## القصة
كين هو فتي تم تربيته عن طريق الذئاب (على غرار ماوكلي) في غابة في جبال الهيمالايا . في أحد الأيام ، يضرب نيزك الغابة ، مما يتسبب في تغيير جذري. هذا يؤدي في النهاية إلى مجاعة ومما أدي إلى رحيل بعض الحيوانات. يحاول كين مساعدة الحيوانات علي قدر الإمكان ، ولا سيما أنه يراقب اثنين من أشبال الذئاب و هما ، تشيشي وبوبو. و جاك هو ذئب أعور لا يحب كين لأنه إنسان يعيش بينهم. ذات يوم أنقذ كين حياة جاك. فأتيحت الفرصة لجاك التخلص من كين عندما عضه ثعبان سام ، لكنه قرر رد الجميل له وإنقاذ حياته بدلاً من ذلك. تتسبب هذه العلاقة المتبادلة في تكوين صداقة بين الاثنين ، ويتعاونان معًا لإنقاذ الحيوانات الأخرى من الحيوانات المفترسة والصيادين الذين يريدون قتل الحيوانات المسالمة .

## الشخصيات
- يووجي نيشيموتو  في دور كين الفتي الذئب
- كينجي أوتسومي في دور جاك الذئب الأعور
- هيروشي ماسوكا في دور كوما الدب
- هيروشي أوهتاكي في دور أسود
- جوجي يانامي في دور الرئيس
- كازوي تاجامي بدور تشيتشي الذئب الجرو
- يوكو ميزوجاكي بدور بوبو الذئب الجرو
- كيكو ياماموتو بدور والي
- ريكو كاتسورا بدور دوروثي
- تاكوزو كامياما بدور الغوريلا